# ДСО „Редки метали”
На 16 март 1946 ХХVІ Народно събрание приема Закон за учредяване на „Съветско-българско минно дружество“ (СБМД), утвърден с Указ No 13 в името на НВ Царя и подписан от регентите (вторият Регентски съвет на ОФ 1944 – 1946) В. Ганев, Цв. Бобошевски и Т. Павлов (ДВ 71 от 28.03.1946 г.). Започва добив от Буховския рудник – участъци „Централен“, „Сеславци“ и „Девети септември“, както и от рудник „Курило“.
Дейността на Съветско-българското минно дружество е прекратена с разпореждане на МС от 20 юни 1956 г., а като негов приемник е създадено Управление „Редки метали“ към МС, за проучване, добив и преработване на уранови руди в България.
През 1967 г. „Редки метали“ въвежда в експлоатация втори завод за преработка на уранова руда в с. Елешница.
С разпореждане на МС от 23.09.1991 г. на основание Закона за образуване на еднолични търговски дружества с държавно имущество „Редки метали“ е преобразувана в 17 търговски дружества: „Редки метали“ ООД –Бухово, „Тракия РМ“ ООД –с. Момино село, „Подземно строителство“ ООД –Бухово, „Геостройкомплект“ ООД –Сливен, „Георесурс“ ООД –Симитли, „Балкан“ ООД –с. Церово, „Злата“ ООД –Трън, „Звезда“ ООД –с. Елешница, „Георедмет“ ООД –Бухово, „Редмет“ ООД –Бухово, „Диал“ ООД –Бухово, „Минмашремонт“ ООД –кв. Яна, София, „ЦРСБ –Яна“ ООД –кв. Яна, „АТП –Бухово“ -Бухово, „МТС –РМ“ ООД, кв. Яна, „Почивен комплекс –РМ“ ООД –Бухово, "
С Постановление No 163 на Министерски Съвет (ПМС) на Р България от 20 август 1992 г. уранодобивната дейност е прекратена.